# Diocesi di Eudociade
La diocesi di Eudociade (in latino Dioecesis Eudociadensis) è una sede soppressa del patriarcato di Costantinopoli e una sede titolare della Chiesa cattolica.

## Storia
Eudociade, identificata con Evdir Khan nell'odierna Turchia, è un'antica sede episcopale della provincia romana della Panfilia Seconda nella diocesi civile di Asia. Faceva parte del patriarcato di Costantinopoli ed era suffraganea dell'arcidiocesi di Perge.
La diocesi è documentata nelle Notitiae Episcopatuum del patriarcato di Costantinopoli fino al XII secolo.
Sono cinque i vescovi conosciuti di questa antica sede episcopale bizantina. Timoteo è documentato in diverse occasioni nel corso del 431; in particolare, fu tra i padri del concilio di Efeso, durante il quale ebbe un ruolo di una certa importanza, quando fece parte di una delegazione inviata per ordinare a Giovanni di Antiochia di comparire davanti all'assemblea conciliare. Il 22 novembre 448, durante una seduta del sinodo permanente di Costantinopoli, il vescovo Sabiniano sottoscrisse la condanna del monaco Eutiche, sostenitore delle tesi monofisite. Il vescovo Innocenzo sottoscrisse nel 458 la lettera dei vescovi della Panfilia Seconda all'imperatore Leone I dopo la morte del patriarca Proterio di Alessandria: con questa lettera i vescovi approvavano il concilio di Calcedonia e ritenevano invalida l'elezione di Timoteo Eluro sulla sede di Alessandria. Costantino era presente al concilio detto in Trullo nel 692, mentre Callisto assistette al concilio di Nicea del 787.
Le fonti indicano che nella prima metà del V secolo Termessos era unita con la sede di Eudociade; infatti nel concilio di Efeso del 431 e nel sinodo del 448 i vescovi Timoteo e Sabiniano si presentano come episcopi Termessi et Eudociadis.
Dal 1933 Eudociade è annoverata tra le sedi vescovili titolari della Chiesa cattolica; il titolo finora non è mai stato assegnato.

## Cronotassi dei vescovi greci
- Timoteo † (menzionato nel 431)
- Sabiniano † (menzionato nel 448)
- Innocenzo † (menzionato nel 458)
- Costantino † (menzionato nel 692)
- Callisto † (menzionato nel 787)